# سفین
سفین روستای کوچکی از توابع بخش کیش شهرستان بندر لنگه استان هرمزگان واقع در جنوب ایران.

## محدوده سفین
در گذشته این روستا از شمال به دریا، از جنوب به روستای دهلیز، از مغرب به روستای دهکون، و از سمت مشرق به روستای باغو محدود شده بود اما در حال حاضر با منطقه شهری شهرک «میرمهنا» محصور شده است.

## مردم
جمعیت آن در حدود ۱۲۰۰ نفر است. ساکنان این روستا از بیشتر عرب و اهل سنت از شاخه حنبلی هستند. اما سایر اقوام ایرانی نیز در این محله ساکن هستند. این روستا دارای مسجد است.

## امرار معاش
اهالی روستا از طریق صید، ماهی‌گیری و تجارت امرار معاش می‌کنند.